# Sensor piezoelèctric

Un disc piezoelèctric genera un voltatge quan es deforma (el canvi de forma ací està molt exagerat)

Un sensor piezoelèctric és un sensor que es basa en el fet que, el rebre una pressió en un material piezoelèctric, i deformar-se físicament, genera un senyal elèctric. Els materials piezoelèctrics, com el quars o el titanat de bari, generen un senyal elèctric en ser sotmesos a pressió, ja que aquesta els polaritza, les càrregues positives van vers un costat mentre que les negatives tendeixen a anar a un altre. Això ocorre també en sentit invers, és a dir que en aplicant una tensió elèctrica a aquests materials, aquests es deformen, com si tinguessin un pes a sobre, i solen recuperar la seva forma inicial en deixar de passar-los corrent (vegeu piezoelectricitat). Els rellotges moderns utilitzen un cristall de quars.